# Klaus Wunder
Klaus Wunder (Erfurt, 13 de septiembre de 1950-Hemmingen, 16 de enero de 2024) fue un futbolista alemán.

## Carrera deportiva
Wunder jugó para el Bayern Múnich y fue artífice de su victoria en la Copa de Europa en 1975. Disputó un partido con la selección de Alemania y también con la selección de Alemania Occidental que representó en los JJ. OO. de 1972.

## Honores
- Copa de Europa: 1975